# Metehan Güçlü
Metehan Güçlü (Montfermeil, 2 de abril de 1999) es un futbolista francés, nacionalizado turco, que juega en la demarcación de delantero para el F. C. Villefranche Beaujolais del Championnat National.

## Trayectoria
Tras empezar a formarse como futbolista en el AS Bondy, tras cuatro años se marchó a la disciplina del París Saint-Germain F. C., con el que empezó jugando en el segundo equipo. Finalmente hizo su debut con el primer equipo el 17 de abril de 2019 en la Ligue 1 contra el F. C. Nantes, tras sustituir a Layvin Kurzawa en el minuto 74, y anotando un gol en el minuto 89.
El 31 de agosto de 2019 el Stade Rennais F. C. hizo oficial su incorporación hasta 2023. Tras un año en blanco como consecuencia de una lesión que sufrió a los pocos días de su llegada, el 9 de julio de 2020 fue cedido al Valenciennes F. C. una temporada. A su vuelta a Rennes volvió a lesionarse y se fue a los Países Bajos a recuperarse, quedándose posteriormente allí para completar la temporada en el F. C. Emmen. Tras la misma continuó en el mismo equipo después de ser liberado por el club bretón.
A finales de junio de 2023 se incorporó a los entrenamientos del Roda JC Kerkrade, que el siguiente mes de septiembre le hizo un contrato como amateur. Allí compitió durante un temporada y en agosto de 2024 regresó a Francia al fichar por el F. C. Villefranche Beaujolais.

## Estadísticas

### Clubes
Actualizado al último partido disputado el 17 de mayo de 2024.
| Club                               | Div.          | Temporada     | Liga  | Liga  | Copas nacionales | Copas nacionales | Copas internacionales | Copas internacionales | Total | Total |
| Club                               | Div.          | Temporada     | Part. | Goles | Part.            | Goles            | Part.                 | Goles                 | Part. | Goles |
| ---------------------------------- | ------------- | ------------- | ----- | ----- | ---------------- | ---------------- | --------------------- | --------------------- | ----- | ----- |
| Paris Saint-Germain "II" Francia   | 4.ª           | 2016-17       | 1     | 0     | ―                | ―                | ―                     | ―                     | 1     | 0     |
| Paris Saint-Germain "II" Francia   | 4.ª           | 2017-18       | 6     | 0     | ―                | ―                | ―                     | ―                     | 6     | 0     |
| Paris Saint-Germain "II" Francia   | 4.ª           | 2018-19       | 19    | 11    | ―                | ―                | ―                     | ―                     | 19    | 11    |
| Paris Saint-Germain "II" Francia   | Total club    | Total club    | 26    | 11    | 0                | 0                | 0                     | 0                     | 26    | 11    |
| Paris Saint Germain F. C. Francia  | 1.ª           | 2018-19       | 1     | 1     | 0                | 0                | 0                     | 0                     | 1     | 1     |
| Paris Saint Germain F. C. Francia  | Total club    | Total club    | 1     | 1     | 0                | 0                | 0                     | 0                     | 1     | 1     |
| Stade Rennes F. C. Francia         | 1.ª           | 2019-20       | 0     | 0     | 0                | 0                | ―                     | ―                     | 0     | 0     |
| Stade Rennes F. C. Francia         | Total club    | Total club    | 0     | 0     | 0                | 0                | 0                     | 0                     | 0     | 0     |
| Valenciennes F. C. Francia         | 2.ª           | 2020-21       | 12    | 0     | 0                | 0                | ―                     | ―                     | 12    | 0     |
| Valenciennes F. C. Francia         | Total club    | Total club    | 12    | 0     | 0                | 0                | 0                     | 0                     | 12    | 0     |
| F. C. Emmen · Países Bajos         | 2.ª           | 2021-22       | 9     | 2     | 0                | 0                | ―                     | ―                     | 9     | 2     |
| F. C. Emmen · Países Bajos         | 1.ª           | 2022-23       | 1     | 0     | 0                | 0                | ―                     | ―                     | 1     | 0     |
| F. C. Emmen · Países Bajos         | Total club    | Total club    | 10    | 2     | 0                | 0                | 0                     | 0                     | 10    | 2     |
| Roda J. C. Kerkrade · Países Bajos | 2.ª           | 2023-24       | 19    | 1     | 1                | 0                | ―                     | ―                     | 20    | 1     |
| Roda J. C. Kerkrade · Países Bajos | Total club    | Total club    | 19    | 1     | 1                | 0                | 0                     | 0                     | 20    | 1     |
| Total carrera                      | Total carrera | Total carrera | 68    | 15    | 1                | 0                | 0                     | 0                     | 69    | 15    |

## Palmarés

### Campeonatos nacionales
| Título  | Club                      | País    | Año  |
| ------- | ------------------------- | ------- | ---- |
| Ligue 1 | París Saint-Germain F. C. | Francia | 2019 |